# Huberia striata
Huberia striata là một loài kiến trong họ Formicidae, loài đặc hữu của New Zealand.